# Coppa Italia 1963-1964
La Coppa Italia 1963-1964 fu la 17ª edizione della manifestazione calcistica. Iniziò l'8 settembre 1963 e si concluse il 1º novembre 1964. Il titolo fu vinto dalla Roma, al suo primo titolo.
Da questa edizione la Lega Nazionale Professionisti decise di affiancare al canonico trofeo della manifestazione anche un nuovo riconoscimento, la Coppa Renato Dall'Ara, istituita per commemorare la memoria dell'eponimo presidente del Bologna.

## Formula
Sempre concepita come la Cenerentola delle manifestazioni calcistiche, la Coppa Italia fu riformata in modo da dare il minor ingombro possibile alle grandi società. Pensando ai sempre più importanti appuntamenti europei, le eliminatorie – complessamente strutturate su tre turni inframezzati da un barrage – furono modificate esentandovi le milanesi impegnate in Coppa dei Campioni e l'Atalanta iscritta alla Coppa delle Coppe, oltre alla Juventus vicecampione nazionale e invitata alla Coppa delle Fiere.
Nonostante il tabellone cominciasse per loro addirittura dai quarti di finale, tre delle quattro big non ne approfittarono, lasciando strada al Torino che eliminò l'Inter, alla Roma fatale ai detentori, e alla Fiorentina che sconfisse il Milan. Solo la Juventus superò il turno battendo il Bologna, ma successivamente fu eliminata nel derby di semifinale. La rivale del Torino in finale divenne la Roma, che aveva eliminato nell'altra semifinale la società di Firenze.
Il prolungarsi del torneo spostò la finale all'inizio della stagione successiva, il 6 settembre. E a questo punto insorse un grave problema, visto che l'imminente inizio delle coppe europee obbligava la FIGC a designare d'ufficio la rappresentante italiana alla Coppa delle Coppe. Le due società risolsero l'impasse con un accordo: il Torino ottenne l'ammissione a tavolino in Coppa delle Coppe, in quanto squadra meglio classificata in campionato, mentre alla Roma venne concesso il vantaggio di giocare la finale di Coppa Italia in casa all'Olimpico, oltreché un invito per la Coppa delle Fiere.
Il pareggio a reti bianche che ne seguì spinse la Federcalcio a programmare la ripetizione della finale a Torino, adducendo motivi di cavalleria dopo la prima gara disputata nel Lazio, sennonché a sorpresa i capitolini sbancarono il Comunale e divennero tra le poche squadre italiane, insieme alla Juventus nel 1960-61 e nel 1995-96, e al Napoli nel 1987-88, a non disputare la Coppa delle Coppe pur fregiando la propria maglia con la coccarda tricolore.

## Date
| Turno              | Data                           |
| ------------------ | ------------------------------ |
| Primo turno        | 8 settembre 1963               |
| Qualificazione     | 20 ottobre 1963                |
| Secondo turno      | 13 novembre - 11 dicembre 1963 |
| Terzo turno        | 12 aprile - 13 maggio 1964     |
| Quarti di finale   | 3 - 11 giugno 1964             |
| Semifinali         | 10 - 14 giugno 1964            |
| Finale             | Roma, 6 settembre 1964         |
| Ripetizione Finale | Torino, 1º novembre 1964       |

## Risultati

### Primo turno
| Arbitro: | Carminati (Milano) |

|                    |           |             |
| Bettini 55’ (rig.) | Marcatori | 26’ Vinicio |

| Arbitro: | Angonese (Mestre) |

|             |           |  |
| Volpato 24’ | Marcatori |  |

| Arbitro: | Palazzo (Palermo) |

|                      |           |                                    |
| Mola 33’ Pagani 100’ | Marcatori | 82’ Piaceri 93’ Bean 99’ Locatelli |

| Arbitro: | Varazzani (Parma) |

|            |           |                           |
| Sarchi 33’ | Marcatori | 12’, 39’ Peiró 83’ Crippa |

| Arbitro: | Righi (Milano) |

|                    |           |              |
| Carminati 48’, 91’ | Marcatori | 88’ Pagliari |

| Arbitro: | Politano (Cuneo) |

|             |           |                   |
| Sartore 37’ | Marcatori | 49’, 56’ Lojodice |

| Arbitro: | Barolo (Mestre) |

|  |           |                          |
|  | Marcatori | 73’ Cervato 78’ de Souza |

| Arbitro: | Ferrari (Milano) |

|  |           |                       |
|  | Marcatori | 9’ Haller 85’ Nielsen |

| Arbitro: | Roversi (Bologna) |

|                    |           |            |
| Joan 1’ Maioli 32’ | Marcatori | 79’ Nicolè |

| Arbitro: | Samani (Trieste) |

|                  |           |  |
| Taccola 16’, 60’ | Marcatori |  |

| Arbitro: | Orlando (Bergamo) |

|                           |           |               |
| Pinti 57’, 85’ Spanio 66’ | Marcatori | 12’ Calzolari |

| Arbitro: | Angelini (Firenze) |

|                    |           |  |
| Corelli 77’ (rig.) | Marcatori |  |

| Arbitro: | Di Tonno (Lecce) |

|  |           |                     |
|  | Marcatori | 15’, 22’ Manfredini |

| Arbitro: | Cirone (Palermo) |

|               |           |  |
| Torriglia 27’ | Marcatori |  |

| Arbitro: | Monti (Ancona) |

|                          |           |                |
| Oltramari 17’ Nocera 63’ | Marcatori | 48’ Filippazzo |

| Arbitro: | Sebastio (Taranto) |

|                                                |           |            |
| Bagnoli 64’ Ghersetich 71’ (rig.) Zavaglio 81’ | Marcatori | 83’ Derlin |

| Arbitro: | Rancher (Roma) |

|  |           |                               |
|  | Marcatori | Hamrin 18’, 58’ Seminario 60’ |

#### Tabella riassuntiva
| Squadra 1        | Risultato   | Squadra 2         |
| ---------------- | ----------- | ----------------- |
| Alessandria      | 1 - 1 (dts) | Lanerossi Vicenza |
| Varese           | 1 - 0       | Pro Patria        |
| Brescia          | 2 - 3       | Genoa             |
| Lecco            | 1 - 3       | Torino            |
| Padova           | 2 - 1 (dts) | Modena            |
| Venezia          | 1 - 2       | Simmenthal-Monza  |
| Triestina        | 0 - 2       | SPAL              |
| Udinese          | 0 - 2       | Bologna           |
| Verona           | 2 - 1       | Mantova           |
| Prato            | 2 - 0       | Sampdoria         |
| Parma            | 3 - 1       | Cosenza           |
| Napoli           | 1 - 0       | Bari              |
| Potenza          | 0 - 2       | Roma              |
| Cagliari         | 1 - 0       | Lazio             |
| Foggia & Incedit | 2 - 1       | Catania           |
| Catanzaro        | 3 - 1       | Messina           |
| Palermo          | 0 - 3       | Fiorentina        |

### Qualificazione
| Arbitro: | Barolo (Bassano del Grappa) |

|                                |           |  |
| Traspedini 23’, 64’ Cucchi 75’ | Marcatori |  |

#### Tabella riassuntiva
| Squadra 1 | Risultato | Squadra 2        |
| --------- | --------- | ---------------- |
| Varese    | 3 - 0     | Simmenthal-Monza |

### Secondo turno
| Arbitro: | Angelini (Firenze) |

|         |                      |           |
| Bettini | Tiri di rigore 3 – 4 | Locatelli |

| Arbitro: | Politano (Cuneo) |

|  |           |                    |
|  | Marcatori | 92’ (aut.) Peretta |

| Arbitro: | D'Agostini (Roma) |

|                                         |                      |                                               |
| Mariani 9’ Kölbl 45’                    | Marcatori            | 15’, 55’ (rig.) Castano                       |
| Kölbl Beretta Mazzanti Rogora Barbolini | Tiri di rigore 2 – 4 | De Souza De Souza Castano Bui De Bernardi Bui |

| Arbitro: | Rancher (Roma) |

|             |           |                                |
| Corradi 17’ | Marcatori | 46’ Cappellaro 77’ (aut.) Neri |

| Arbitro: | Varazzani (Parma) |

|                                            |           |             |
| Seminario 65’, 75’ Pirovano 70’ Hamrin 87’ | Marcatori | 77’ Taccola |

| Arbitro: | Angonese (Mestre) |

|                                          |           |  |
| Manfredini 4’, 30’ Orlando 24’, 47’, 77’ | Marcatori |  |

| Arbitro: | Marchese (Frattamaggiore) |

|              |           |                               |
| Zavaglio 71’ | Marcatori | 26’ Nocera 58’ (rig.) Bettoni |

| Arbitro: | Samani (Trieste) |

|                        |           |            |
| Hitchens 15’ Peiró 54’ | Marcatori | 30’ Strada |

#### Tabella riassuntiva
| Squadra 1   | Risultato       | Squadra 2        |
| ----------- | --------------- | ---------------- |
| Alessandria | 0 - 0 (3-4 dcr) | Genoa            |
| Verona      | 0 - 1 (dts)     | Bologna          |
| Padova      | 2 - 2 (2-4 dcr) | SPAL             |
| Parma       | 1 - 2           | Cagliari         |
| Fiorentina  | 4 - 1           | Prato            |
| Roma        | 5 - 0           | Napoli           |
| Catanzaro   | 1 - 2           | Foggia & Incedit |
| Torino      | 2 - 1           | Varese           |

### Terzo turno
| Arbitro: | Varazzani (Parma) |

|            |                      |             |
| Bean 58’   | Marcatori            | 89’ Ferrini |
| Bean Bassi | Tiri di rigore 2 – 5 | Peiró       |

| Arbitro: | Angonese (Mestre) |

|  |           |           |
|  | Marcatori | 2’ Hamrin |

| Arbitro: | Politano (Cuneo) |

|  |           |                              |
|  | Marcatori | 47’ Francesconi 72’ Leonardi |

| Arbitro: | Grignani (Milano) |

|                                                |           |                          |
| Nielsen 8’ Perani 11’ Bulgarelli 17’ Renna 53’ | Marcatori | 39’ Crippa 71’ Matassini |

#### Tabella riassuntiva
| Squadra 1        | Risultato       | Squadra 2  |
| ---------------- | --------------- | ---------- |
| Genoa            | 1 - 1 (4-5 dcr) | Torino     |
| Cagliari         | 0 - 1           | Fiorentina |
| Foggia & Incedit | 0 - 2           | Roma       |
| Bologna          | 4 - 2           | SPAL       |

### Quarti di finale
| Arbitro: | Varazzani (Parma) |

|          |           |  |
| Nuti 87’ | Marcatori |  |

| Arbitro: | Righetti (Torino) |

|              |           |  |
| Leonardi 44’ | Marcatori |  |

| Arbitro: | Angonese (Mestre) |

|                                                  |           |           |
| S. Bercellino 11’ Sívori 30’ Menichelli 39’, 46’ | Marcatori | 42’ Renna |

| Arbitro: | D'Agostini (Roma) |

|                                        |           |             |
| Puia 56’ Albrigi 59’, 69’ Hitchens 72’ | Marcatori | 57’ Ciccolo |

#### Tabella riassuntiva
| Squadra 1  | Risultato | Squadra 2 |
| ---------- | --------- | --------- |
| Fiorentina | 1 - 0     | Milan     |
| Roma       | 1 - 0     | Atalanta  |
| Juventus   | 4 - 1     | Bologna   |
| Torino     | 4 - 1     | Inter     |

### Semifinali
| Arbitro: | Genel (Trieste) |

|                     |                      |                                              |
| Leonardi 65’        | Marcatori            | 50’ Seminario                                |
| Manfredini Cudicini | Tiri di rigore 6 – 2 | Marchesi Seminario Marchesi Albertosi Hamrin |

| Arbitro: | De Marchi (Pordenone) |

|                               |           |  |
| Hitchens 15’ Peiró 60’ (rig.) | Marcatori |  |

#### Tabella riassuntiva
| Squadra 1 | Risultato       | Squadra 2  |
| --------- | --------------- | ---------- |
| Roma      | 1 - 1 (6-2 dcr) | Fiorentina |
| Torino    | 2 - 0           | Juventus   |

### Finale
| Arbitro: | Carminati (Milano) |

| |            | |
| Enzo Matteucci Glauco Tomasin Mario Ardizzon Francesco Carpenetti Giacomo Losi (c) Karl-Heinz Schnellinger Lamberto Leonardi Giuseppe Tamborini Bruno Nicolè Sergio Carpanesi Elvio Salvori | Formazioni | Lido Vieri Fabrizio Poletti Luciano Teneggi Giorgio Puia Roberto Rosato Amilcare Ferretti Enrico Albrigi Giorgio Ferrini (c) Gerry Hitchens Giambattista Moschino Gigi Meroni |
| Juan Carlos Lorenzo | Allenatori | Nereo Rocco |

#### Ripetizione
| Arbitro: | Campanati (Milano) |

| |            | |
| | Marcatori  | 85’ Nicolé |
| Lido Vieri Fabrizio Poletti Luciano Buzzacchera Giorgio Puia Remo Lancioni Amilcare Ferretti Luigi Simoni Giorgio Ferrini (c) Gerry Hitchens Giancarlo Cella Gigi Meroni | Formazioni | Fabio Cudicini Glauco Tomasin Mario Ardizzon Sergio Carpanesi Giacomo Losi (c) Karl-Heinz Schnellinger Lamberto Leonardi Giuseppe Tamborini Bruno Nicolè Giancarlo De Sisti Fulvio Francesconi |
| Nereo Rocco | Allenatori | Juan Carlos Lorenzo |

#### Tabella riassuntiva
| Squadra 1 | Totale | Squadra 2 | Andata | Ritorno |
| --------- | ------ | --------- | ------ | ------- |
| Roma      |        | Torino    | 0-0    | 1-0     |